# Sun-Yat-sen-Universität (Guangdong)

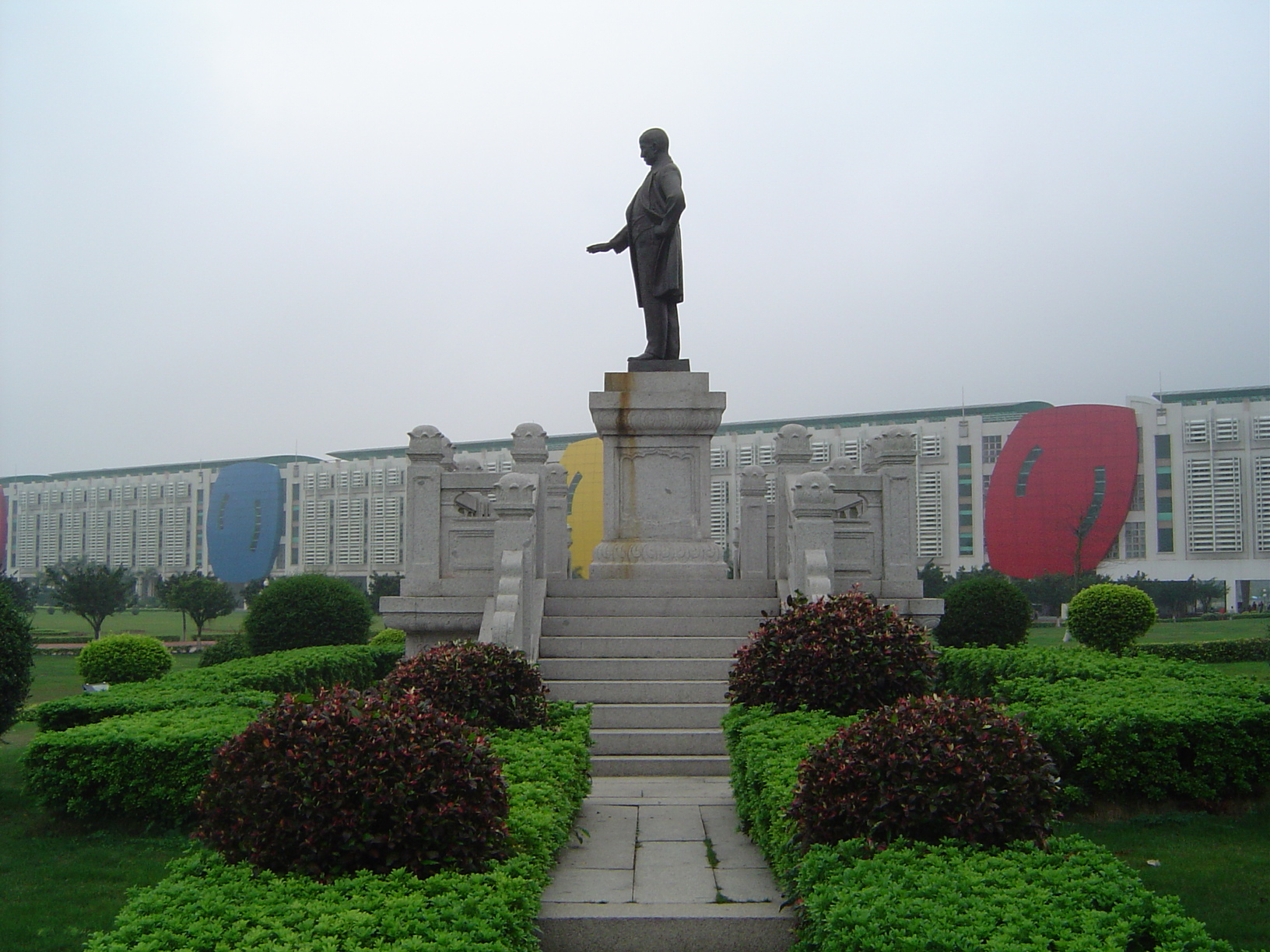
Sun-Yat-sen-Statue im Zhuhai-Campus

Die Sun-Yat-sen-Universität (chinesisch 中山大學 / 中山大学, Pinyin Zhōngshān Dàxué, Jyutping Zung1saan1 Daai6hok6) ist eine Universität in der chinesischen Provinz Guangdong. Sie wurde im Jahr 1924 von Sun Yat-sen, dem chinesischen Revolutionsführer und ersten Präsidenten der Republik China, gegründet. Die Universität gilt als die beste in Südchina und eine der zehn besten in der Volksrepublik China. Sie hat das größte angeschlossene Krankenhaussystem in China. Das Times-Higher-Education-Ranking sieht die Universität auf Platz 251–300 der Welt. Die der Universität angehörige School of Business trägt die prestigereiche Triple Crown, eine zeitgleiche Akkreditierung durch AACSB, AMBA und EQUIS.

## Geschichte

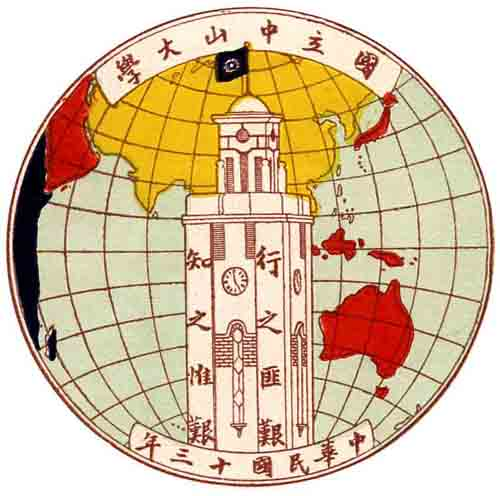
Universitätssiegel zur Zeit der Republik China 1933–1949

Die Sun-Yat-sen-Universität wurde 1924 von Sun Yat-sen gegründet. Sie wurde zunächst Nationale Guangdong-Universität (国立广东大学,  Guólì Guǎngdōng Dàxué) genannt. Nach Suns Tod im Jahre 1925 wurde die Universität 1926 in Sun-Yat-sen-Universität umbenannt. Sie befand sich zunächst im Viertel Dongshan, wo später das Guangdong Museum errichtet wurde (heutige Wenming-Straße). In den 1930er Jahren verfügte die Universität über sieben Fakultäten (Künste, Naturwissenschaften, Rechtswissenschaft, Ingenieurwissenschaften, Landwirtschaft, Medizin und Erziehungswissenschaft). Im Jahre 1933 zog der Campus der Universität in das Straßenviertel Shipai (石牌街道) des Stadtbezirks Tianhe um. Anfang der 1950er Jahre wurden die Fakultäten für Kunst und Naturwissenschaften der staatlichen Sun-Yat-sen-Universität mit jenen der privaten Lingnan-Universität (岭南大学) und einiger kleinerer Institutionen zusammengeschlossen und auf das Gelände der damaligen Lingnan-Universität im damaligen Bezirk Kangle (heute Haizhu) verlegt.
Während der Kulturrevolution durchlief auch die Sun-Yat-sen-Universität eine Phase von 1966 bis 1971, in der die Lehrtätigkeit komplett eingestellt wurde und das Lehrpersonal an Kaderschulen in Nord-Guangdong versetzt wurde. Zwischen 1971 und 1978 durfte das Lehrpersonal langsam wieder an die Universität zurückkommen, um dort Arbeiter, Soldaten und Bauern zu unterrichten. Erst im Jahre 1977 begann die Universität wieder, Studenten erst nach einer Aufnahmeprüfung zuzulassen. Sie gehörte nach dem Beginn der Reform- und Öffnungspolitik zu den ersten weiterführenden Bildungseinrichtungen, die Magister- und Doktorgrade verleihen durften.
Im Jahr 2001 wurde die bis dahin eigenständige Sun-Yat-sen-Universität für Medizin (中山医科大学) mit der Sun-Yat-sen-Universität fusioniert.

## Standorte

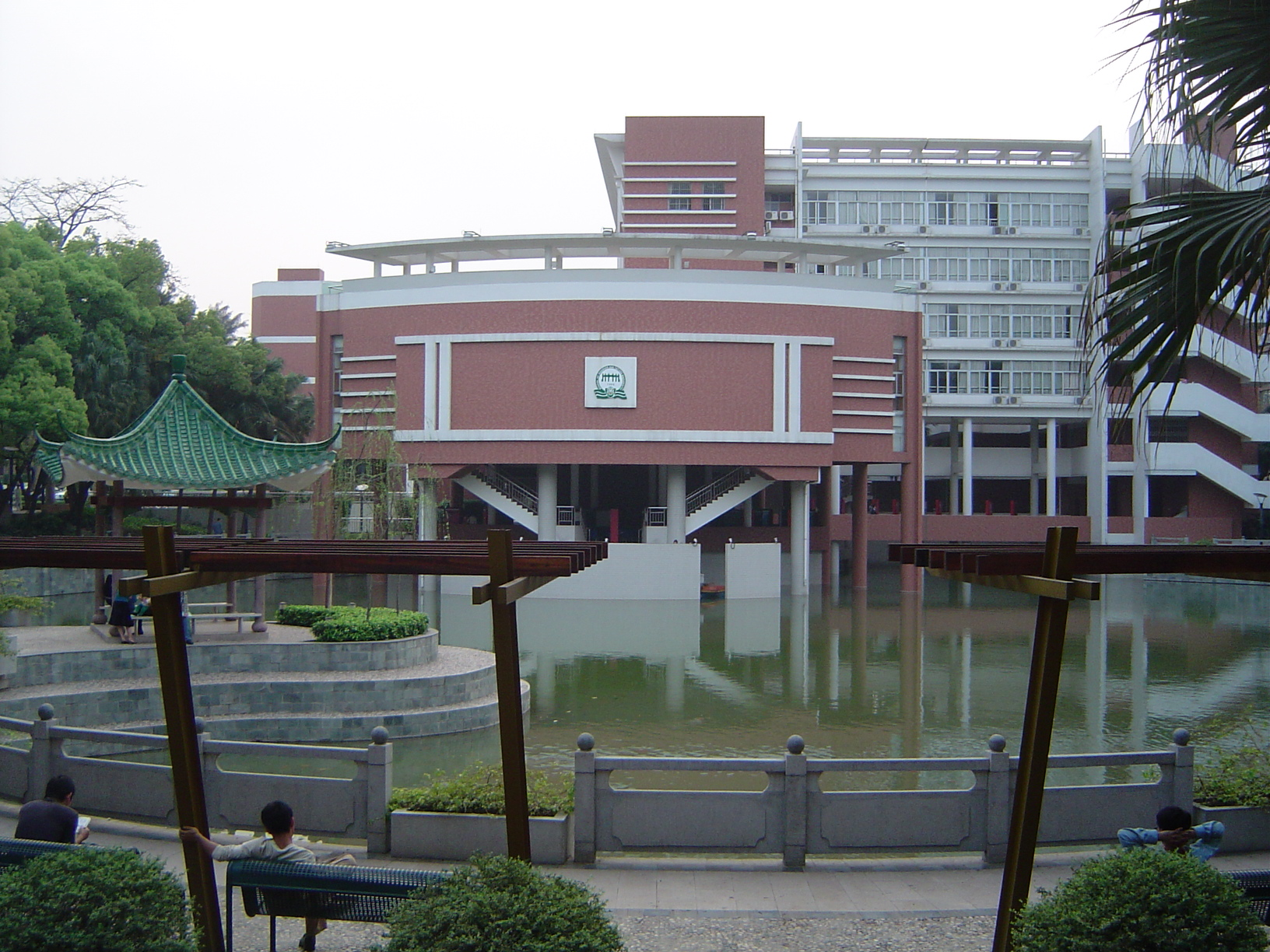
Lingnan College

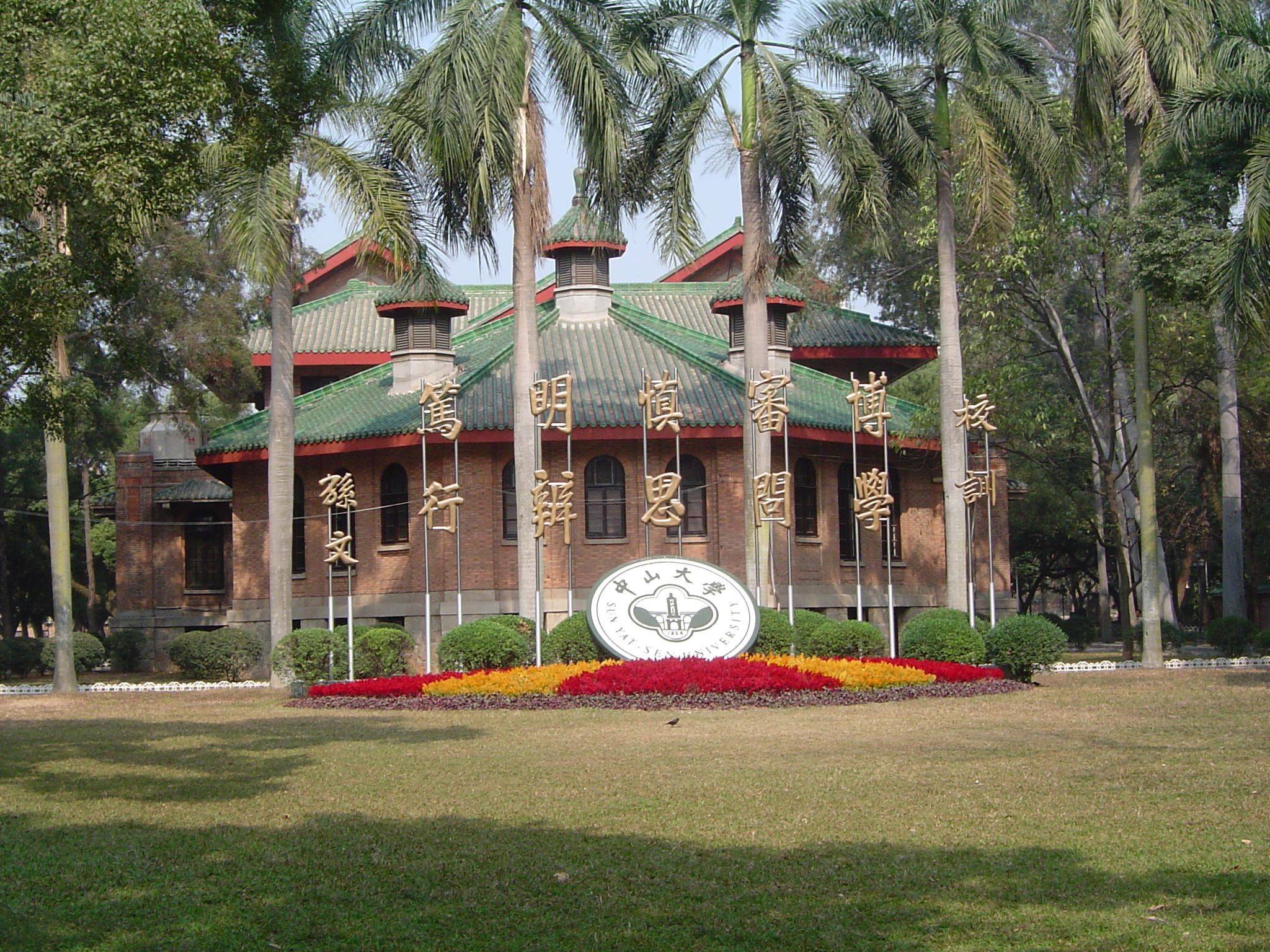
Aula im Südcampus

Die universitären Einrichtungen verteilen sich auf fünf Campusse. Drei davon liegen in Guangzhou (Süd-, Nord- und Ostcampus) und jeweils einer in Zhuhai und Shenzhen.

### Südcampus

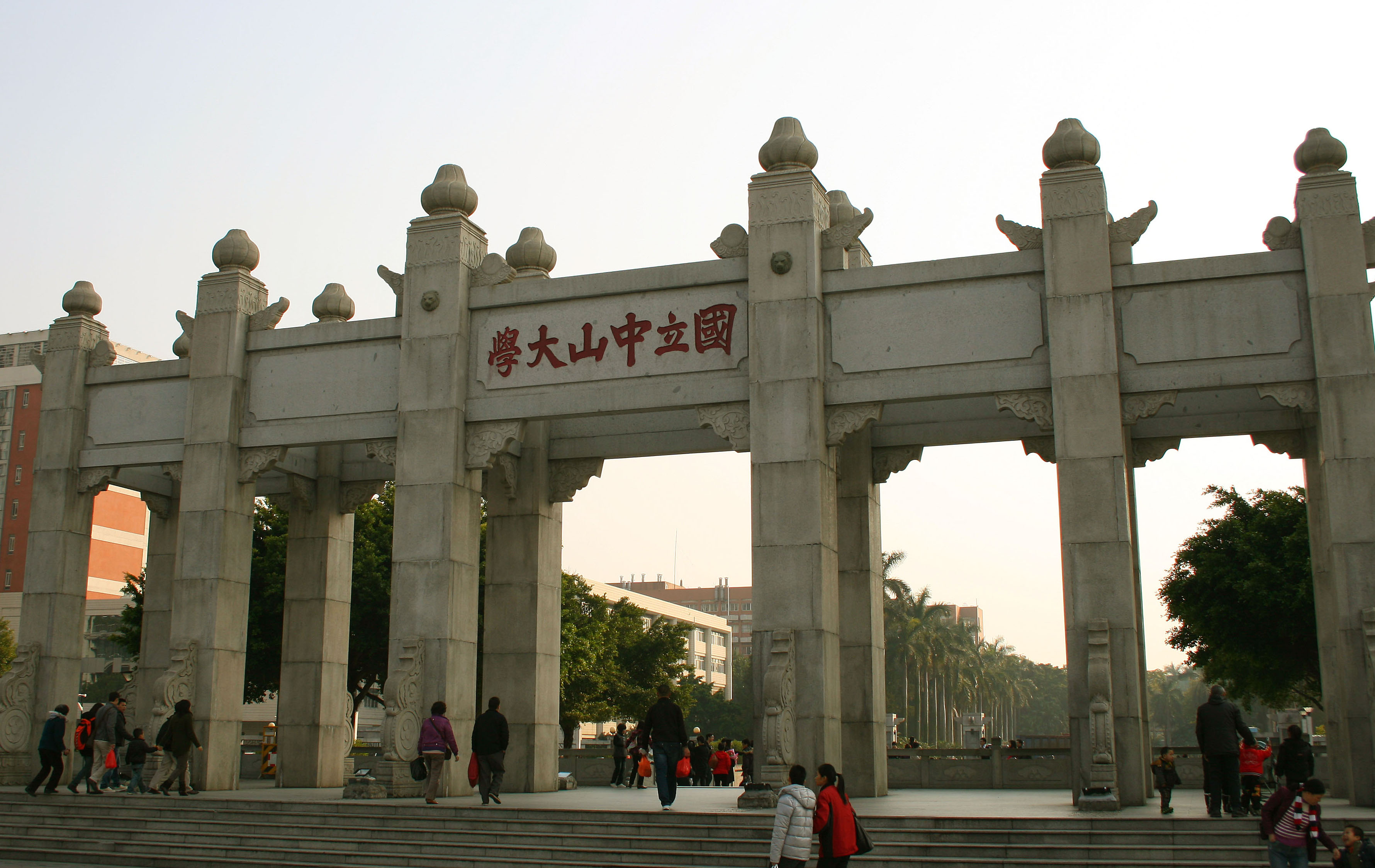
Eingangsportal zum Südcampus

Nach der Fusion mit dem Lingnan College wurde der Campus der Sun-Yat-sen-Universität nach Kangle Yuan (康乐园) verlegt. Dort war schon vorher der Campus des Lingnan Colleges. Der Campus in Kangle Yuan wird Südcampus (南校园) genannt. Er liegt in Haizhu, einem Stadtbezirk im Süden Guangzhous, und ist 1,239 km² groß. In den späten 1990er Jahren waren hier mehr als 20 Fakultäten beheimatet.

### Nordcampus
Im Jahr 2001 wurde die Sun-Yat-sen-Universität der Medizin mit der Sun-Yat-sen-Universität fusioniert. Dadurch entstand der Nordcampus (北校园). Er ist mit 0,21 km² der kleinste Campus.

### Ostcampus

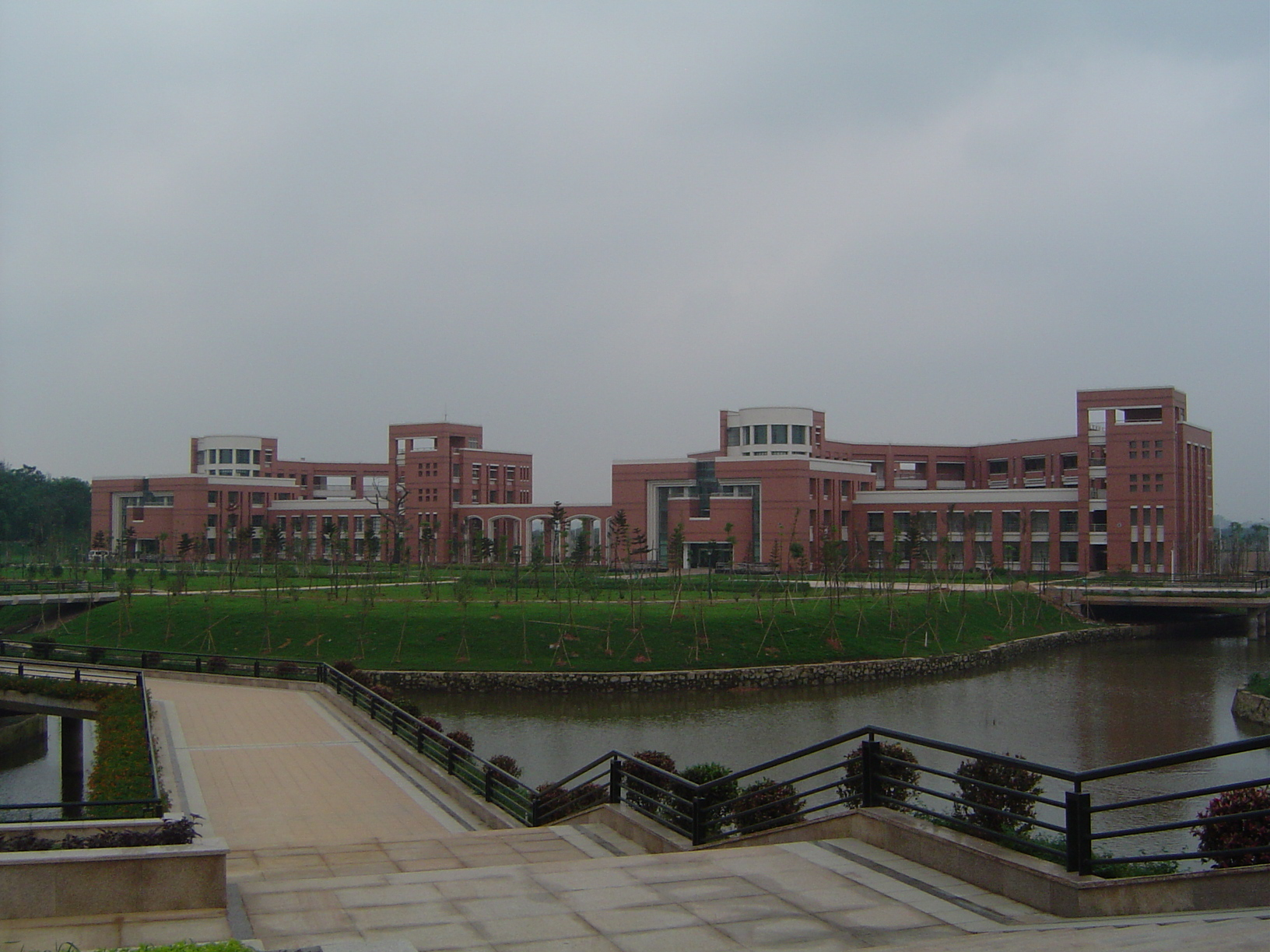
Ostcampus

Im Jahr 2004 wurde der Ostcampus (东校园) in Daxuecheng (大学城 – „Universitätsstadt“) gegründet. Dieser liegt im Stadtbezirk Panyu und ist mit 0,89 km² etwas kleiner als der Südcampus. Ähnlich wie die Universitätsbibliothek in Zhuhai ist auch die im Ostcampus an der Gestalt eines aufgeschlagenen Buches nachgebildet.

### Campus Zhuhai

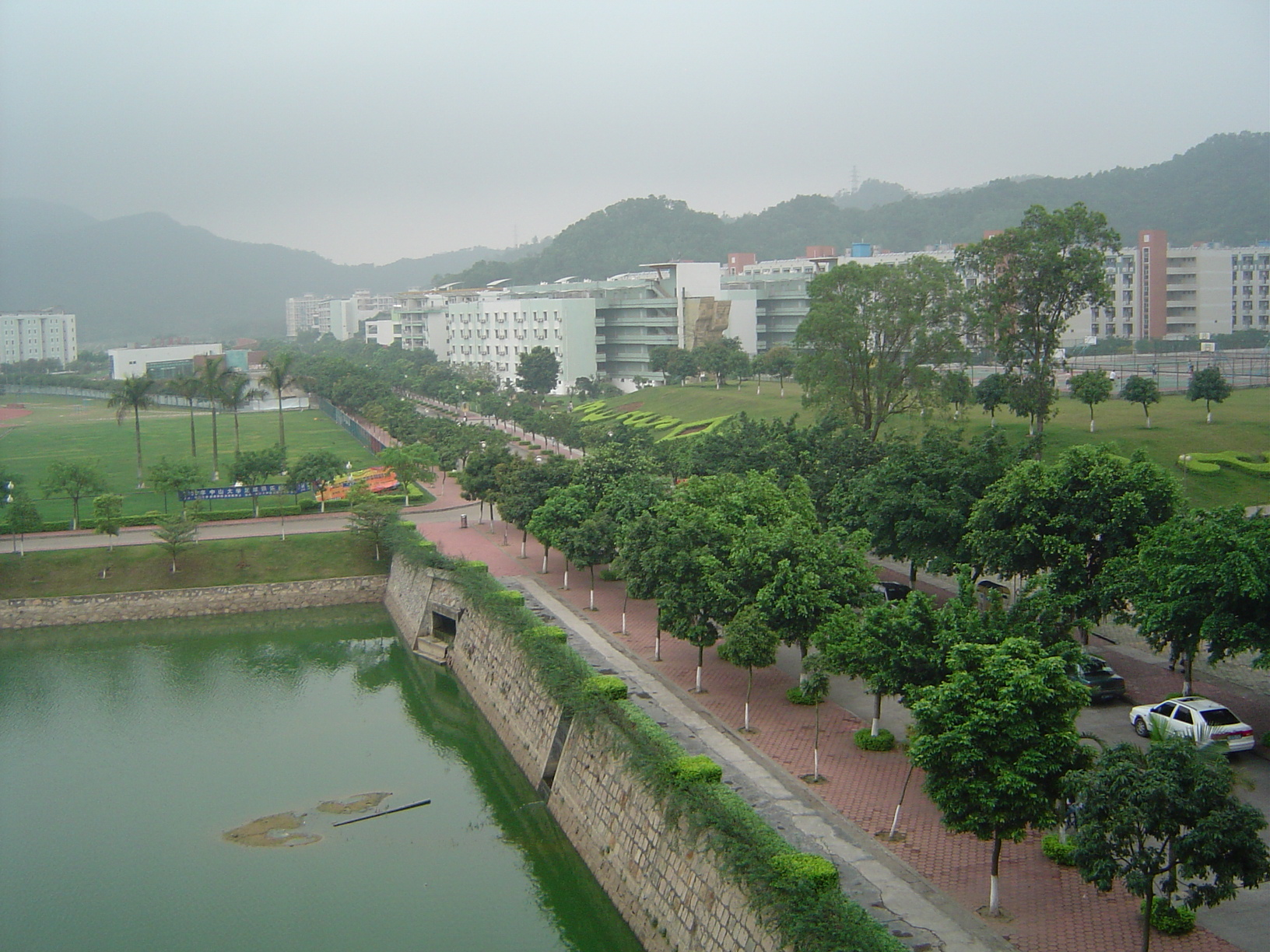
Zhuhai-Campus

Im Jahr 2000 wurde ein zweiter Campus in Tangjia in der Stadt Zhuhai (珠海校区) eröffnet. Die Studenten der meisten Fakultäten verbringen die ersten zwei Jahre ihres Bachelor-Studiengangs in Zhuhai und das dritte und vierte Jahr im Südcampus in Guangzhou. Der Campus in Zhuhai ist mit 3,57 km² mit Abstand der größte Campus der Universität. Die Fläche besteht aber zu einem großen Teil aus Grünflächen. Im Westen des Campus liegt ein größeres Gebiet, das überhaupt nicht genutzt wird. Der großzügige Umgang mit Land ist darauf zurückzuführen, dass die Stadt Zhuhai das Land kostenlos zur Verfügung gestellt hat. Der Campus in Zhuhai fällt durch seine Architektur auf. Das Gebäude, in dem sich die Bibliothek und die Verwaltung befinden, soll in seiner Form einem aufgeschlagenen Buch ähneln. Es gibt in dem Campus nur ein einziges Gebäude, in dem Unterricht stattfindet. Dieses liegt zwischen zwei Hügeln und ist über 500 Meter lang.

### Campus Shenzhen
Der Campus Shenzhen (深圳校区) wurde nach fünf Jahre Planung und Bauzeit im August 2020 offiziell eröffnet. Er befindet sich im „neuen Stadtbezirk“ Guangming von Shenzhen und hat eine Fläche von 3.143 km².

## Auszeichnungen
- Zwischen Platz 276 und Platz 300 weltweit und auf Platz 6 landesweit im Times Higher Education World University Rankings 2011–2012[15]
- Platz 235 weltweit und Platz 7 landesweit im Academic Ranking of World Universities 2013[16]
- Platz 11 weltweit im Financial Times EMBA ranking 2012[17]
- Platz 44 weltweit im Financial Times Masters in Management Ranking 2013[18]

Weltweit ist Sun Yat-sen Business School eine der 59 Business Schools, die sich bislang erfolgreich der Prüfung durch die drei Akkreditierungsorganisationen AMBA, AACSB und EQUIS gestellt haben. Im Festlandchina gibt es bislang nur zwei Business Schools mit dieser internationalen Dreifach-Akkreditierung.
Lingnan (University) College von Sun Yat-sen-Universität ist auch von AMBA und EQUIS akkreditiert. Das MBA-Programm von Lingnan (University) College ist unterstützt von MIT Sloan School of Management und gehört laut Forbes China zu einem der besten MBA Programmen in China.